# Шпионские игры (фильм, 1999)
«Шпионские игры, или История вершится ночью» (англ. Spy Games / History Is Made at Night) — фильм производства США-Финляндия режиссёра Илкки Ярви-Латури.

## Сюжет
В Хельсинки работает Гарри Хоув, опытный агент ЦРУ, который хочет потихоньку уйти на пенсию и стать хозяином своего «прикрытия» — джаз-клуба в Хельсинки. Наташа — молодая русская агент СВР (КГБ), назначенная шпионить за Гарри, влюбляется в объект своего шпионажа, что приводит к бурному любовному роману между ними. Как и у всех пар, у них есть секреты друг от друга, и они играют в свои шпионские игры.
Жизнь Гарри с Наташей нарушается, когда молодой, чрезмерно рьяный агент ЦРУ Дэйв приезжает в Хельсинки, чтобы перехватить видеокассету с зашифрованными спутниковыми кодами США, которую по пути из Нью-Йорка везёт ничего не подозревающий курьер, маниакальный экс-трейдер облигациями по имени Макс, взявшийся за эту работу случайно, после недавнего тюремного заключения за мошенничество на фондовом рынке.
Наташа, желая обеспечить себе будущее среди хаоса новой Российской Федерации, хочет получить кассету как билет в США к американской мечте.
Гарри, которому надоели эти шпионские игры и единственное что он ценит — это джаз и Наташа, ввязывается в эту историю, что бы не позволить какой-либо разведке — американской или российской — причинить вред Наташе… и не дать её уехать от него в США.

## В ролях
- Билл Пуллман — Гарри Хоув
- Ирен Мари Жакоб — Наташа Скрябина
- Бруно Кёрби — Макс Фишер
- Гленн Пламмер — Дэйв Престон
- Удо Кир — Иван Блиняк, начальник СВР в Санкт-Петербурге
- Андре Умански — Юрий
- Феодор Аткин — Романов, русский мафиози
- Янне Киннунен — Пекка
- Линда Зиллиакус — Майя
- Евгений Хаукка — Слава
- Марша Даймонд — Лаурен
- Кати Оутинен — жена владельца магазина
- Кари Вяянянен — таксист
- Ханну Кивиойя — официант

## Критика
Финские средства массовой информации сообщали об этапах создания фильма в течение всего года, и ожидания от международной копродукции были высокими, однако, получился обычный средний видеофильм, ради которого, как отмечалось, даже не стоит идти в кино, чтобы смотреть на большом экране, да и для домашнего просмотра в видеопрокате можно найти кассету с фильмом поинтереснее, и единственное привлекательное в фильме — сцена в сауне с обнажённой актрисой Ирен Жакоб

Премьера фильма вызвала ажиотаж. На подъеме отечественного кинематографа международное производство с актёрами, известными как их звёзды, заставило слабоумных рисовать радужно-блаженные мечты о завоевании мира, мягко говоря. Однако завоеваний не произошло, несмотря на то, что фильм был продан кое-где. Совершенно безнадежный фильм, он просто скучный. Билл Пуллман и Ирен Жакоб, да, обладают харизмой, но они тоже находятся в тиках инертного сюжета.
Оригинальный текст (фин.)Ilkka Järvi-Laturin Historiaa tehdään öisin sai ensi-iltansa viime vuoden lokakuussa pienoisen kohun saattelemana. Kotimaisen elokuvan nousukierteessä kansainvälinen produktio tähtinään tunnetut kasvot sai heikkomielisimmät jo maalailemaan ruusuisen autuaita unelmia vähintäänkin maailmanvalloituksesta. Valloitukset taisivat jäädä kuitenkin tekemättä, vaikka Järvi-Laturin elokuvaa on sinne tänne saatu myytyäkin. Ei Historiaa tehdään öisin täysin toivoton elokuva ole, se on vain tylsä, ponneton ja jokseenkin mitäänsanomaton
Bill Pullmanista ja Iréne Jacobista, löytyy kyllä karismaa, mutta heikoilla hekin ovat ponnettoman tarinan löyhässä otteessa.

Это ужасное разочарование. Это бесформенный фильм в жанре саспенса, лишенный волнения, обычный фарс, лишенный всего веселья. Содержит столько банальных приёмов, клише, пародий на клише и предсказуемых или неуместных поворотов сюжета, чем можно вынести. Отсутствие чувства стиля, недостаточное владение жанром.
Пуллман и Жакоб — красивая пара, для которой бесцельно-бессвязная история мало что дает для разыгрывания. Однако Жакоб уговорили продемонстрировать свои прелести.
Оригинальный текст (фин.)istoriaa tehdään öisin on karmea pettymys. Se on muodoton jännityselokuva vailla jännitystä, puskafarssi, josta puuttuu kaikki hauska. Elokuvassa on vain vähän vaikuttavuutta. öisin sisältää kuitenkin enemmän kuvauspaikkoja, kliseitä, kliseiden parodiaa, ja ennakoitavissa olevia tai yhdentekeviä juonenkäänteitä kuin jaksan tai välitän muistaa.  Tyylitajua ei riittävästi, genreä ei saada haltuun

Pullman ja Jacob ovat komea pari, jolle päämäärättömästi säntäilevä tarina ei tarjoa oikein mitään näyteltävää. Jacob on tosin saatu auliisti esittelemään sulojaan

Всё невероятно, от романтики до шпионской истории. Фильм застрял в своих искусственных сюжетных клише. … Всё кажется неуместным, даже джазовая партитура Кортни Пайн.
Оригинальный текст (англ.) Everything is unbelievable, from the romance to the spy story. The film is stuck in its artificial plot devices ... Everything seems out of place, even the jazz score by Courtney Pine.
— Деннис Шварц